# Erinaceus europaeus
El erizo común, erizo europeo o erizo europeo occidental (Erinaceus europaeus) es una especie de mamífero erinaceomorfo de la familia Erinaceidae, anteriormente incluido dentro del antiguo orden Insectivora.
Al igual que el resto de erizos, posee una envoltura de pinchos formada por varios millares de púas rígidas, resultado de una modificación de la piel.

## Morfología y fisiología

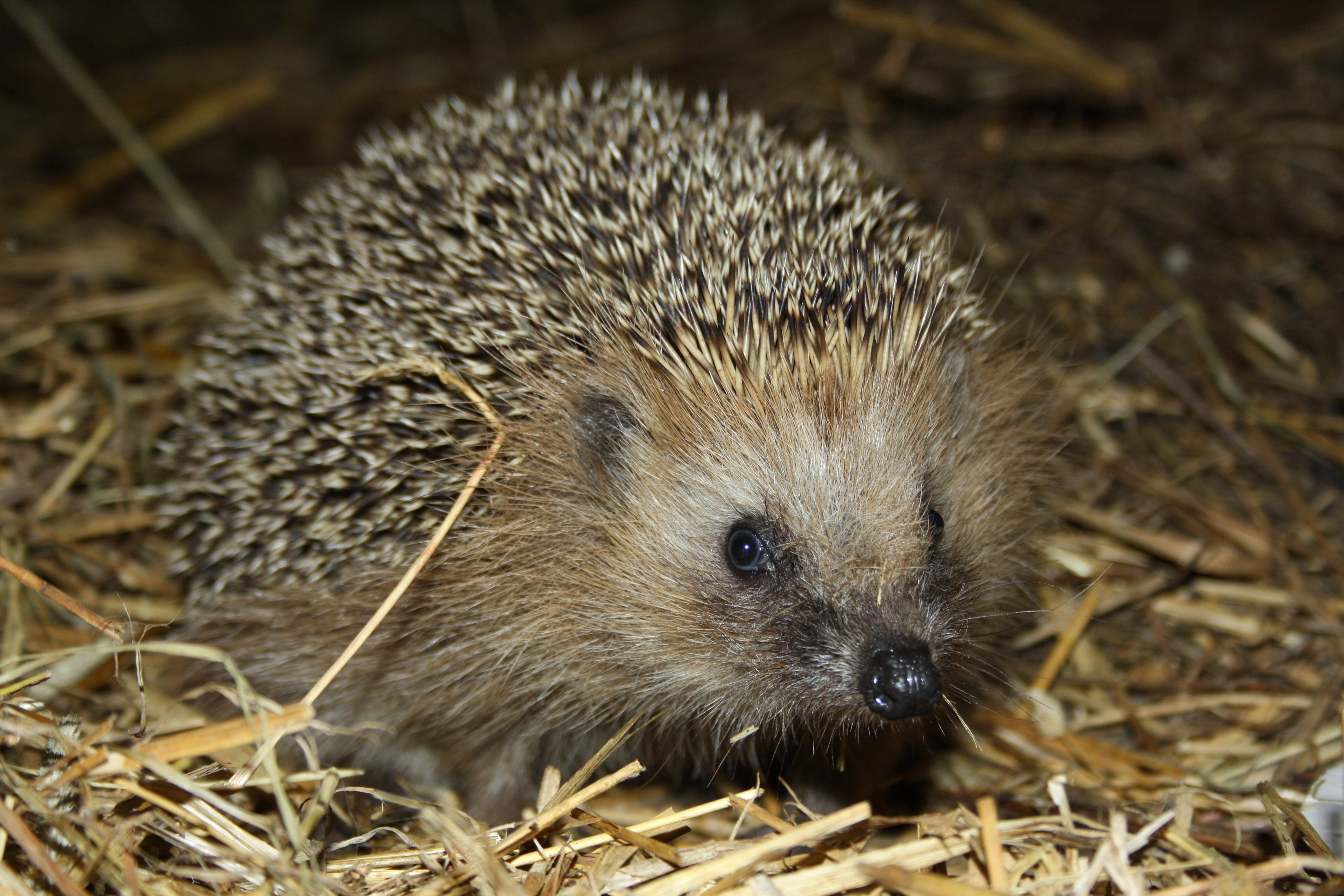
Erinaceus europaeus

El erizo común es más bien rechoncho, con una silueta redondeada. Pesa alrededor de 1 kg y mide de 130 a 300 mm de largo y de 120 a 150 de alto, siendo los machos ligeramente más grandes y más pesados que las hembras. Los ejemplares de Gran Bretaña pesan menos que los del continente. Justo antes de la hibernación, el erizo pesa aproximadamente el doble que a su término. La cola mide de 2 a 4 cm.

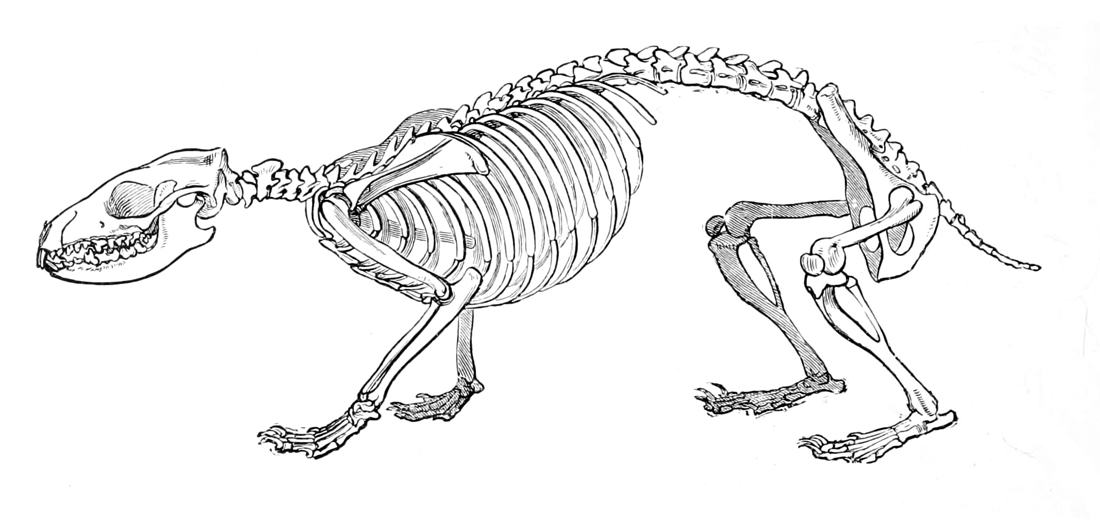
Esqueleto de Erinaceus europaeus

El hocico es móvil y acaba en punta. Los ojos son pequeños. Las orejas también son pequeñas y redondeadas, de unos 2 o 3 cm de longitud, con una distancia entre ellas menor que la que hay de los ojos al morro, y están recubiertas de piel.
La dentadura consta de treinta y seis piezas: veinte superiores y dieciséis inferiores. Son seis y cuatro incisivos, dos y dos caninos, seis y cuatro premolares, y seis y seis molares.
Fórmula dentaria: 3/2-1/1-3/2-3/3.
Los dos incisivos frontales superiores semejan caninos. Los huesos maxilares son fuertes. Los caninos maxilares están separados lo suficiente para que quepan entre ellos los mandibulares. Como ocurre también con muchos otros insectívoros, la dentición está muy desarrollada.

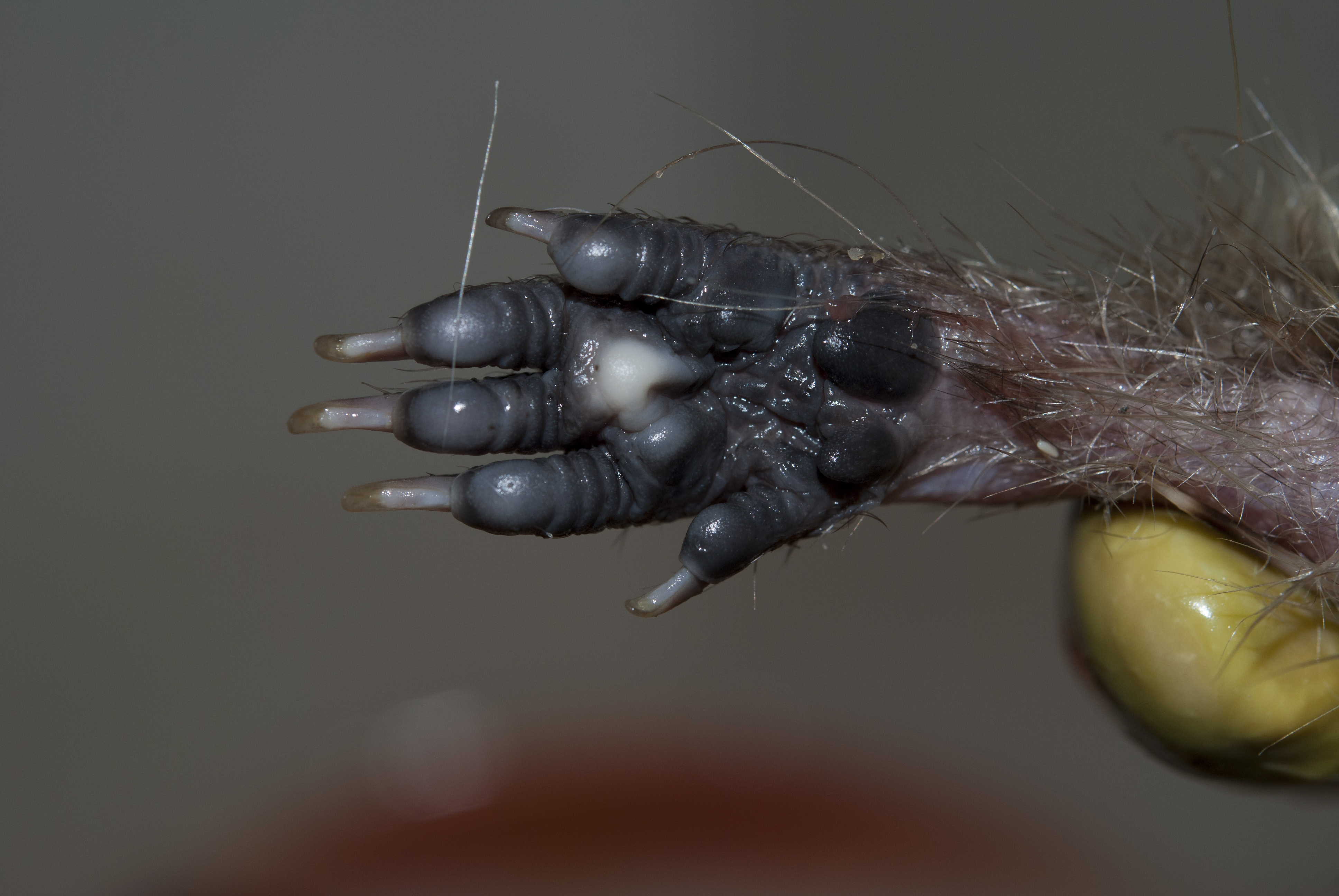
Pata de Erinaceus europaeus

Posee almohadillas en los pies, igual que el perro. Las extremidades posteriores son ligeramente más largas que las anteriores, y los pies traseros más grandes que los delanteros. Cada pata tiene cinco dedos con garras, de los cuales el primero y el quinto son más pequeños que el resto. Los erizos son animales plantígrados.
En la cara, en el vientre y en las extremidades, el erizo común presenta pelo de color marrón. La pelambre, que se renueva constantemente, presenta una franja más oscura entre  la frente y las púas de la cabeza, y otras, más anchas, en los laterales del hocico, desde el morro hasta los ojos. Los machos tienen el vientre de un color que varía entre el pardo y el marrón amarillento; las hembras, lo tienen de color gris.
Las zonas exentas de pelo (la de alrededor de los ojos, las orejas, las patas y el hocico) son de un color negruzco, si bien esa coloración tiende a ser más clara en los ejemplares del sur que en los del norte.
La envoltura de púas está formada por unas cinco mil púas rígidas que cubren el dorso y las superficies laterales del cuerpo, excluyendo las extremidades y la cara; esas púas pueden llegar a ser unas seis mil (según el inglés Pat Morris, que contó pacientemente las de numerosos ejemplares atropellados, hasta unas 7000), y el conjunto se renueva por completo cada año y medio, más o menos.
Cada púa contiene espacios llenos de aire, separados entre sí por discos horizontales, que mantienen su estructura. En la base de cada una, hay un pequeño bulbo bajo la superficie de la piel que mantiene firme la púa en el cuerpo. Las púas desarraigadas durante la muda llevan consigo pequeñas porciones de escamas de piel.
Las púas son de un color crema blanquecino en la base y en la punta, con bandas de colores negro, marrón y blanco entremedias. Su grosor es de 1 a 2 mm y su longitud es de 2 a 3 cm. Cada una de ellas tiene una duración de doce a dieciocho meses antes de ser sustituida por una nueva. Crecen a partir de folículos en la piel. Al igual que los pelos, cada púa presenta un músculo estriado cuyas funciones son erguirlas y relajarlas. Cuando están erguidas, se entrecruzan unas con otras formando una masa difícil de penetrar. Esto ocurre cuando el animal se ve amenazado: se enrolla para esconder sus partes más vulnerables (cabeza y extremidades) y deja al descubierto las afiladas púas.
Estas púas, además de servir para proteger de los ataques, amortiguan los golpes debidos a las caídas o a otras causas: cada púa, cerca del folículo piloso, presenta un estrechamiento que la vuelve más flexible, de manera que es capaz de absorber la energía de colisiones de cierta intensidad.
La configuración del cerebro, muy ligada, como ocurre con la dentadura, a la de los mamíferos primitivos surgidos en el Cretáceo, está adaptada al empleo del olfato, que se considera que es el sentido principal del erizo. El morro es grande, negro, constantemente húmedo y muy móvil. Los canales olfativos también están constantemente humedecidos por una mucosa. El órgano de Jacobson también contribuye a la detección de presas y depredadores.
El tacto también está muy desarrollado.
A pesar de tener las orejas pequeñas y medio escondidas entre el pelo, el erizo común es capaz de oír frecuencias entre 250 y 60 000 Hz: las más altas se sitúan en el ámbito de los ultrasonidos.
Los ojos son redondos y pequeños. La vista se considera un sentido menos importante en la busca de alimento en el caso del erizo. Se han llevado a cabo estudios telemétricos en los que se incluían ejemplares ciegos en la población de estudio sin que se haya advertido deficiencia en la eficacia trófica de estos ejemplares con respecto a los otros. Se conocen casos de hembras ciegas que han criado con éxito.
Debido a un gen recesivo, se dan algunos ejemplares conocidos como «erizos rubios», que presentan espinas de color crema y ojos más oscuros, pequeños y brillantes. Se dice de ellos que no tienen pulgas. Son muy escasos, excepto en Alderney, una de las Islas del Canal, donde constituyen una variedad local. Allí les llaman «spike girls» («chicas con piercing».) En la isla no había erizos en principio, pero en 1966 se compraron ejemplares al departamento de animales del almacén Harrods de Londres.
Por el contrario, en Córcega, el erizo común es más oscuro que en el continente.
Como ocurre entre otros animales, hay ejemplares albinos, con la piel de color rosado y los ojos rojos. Al ser el erizo un animal crepuscular y nocturno, al reducir este hábito la presión de depredación en sus poblaciones y al no suponer el albinismo en su caso un obstáculo para sobrevivir, pueden hallarse más ejemplares albinos entre los erizos que entre otros animales.

## Posibles subespecies
Algunos autores han considerado estas subespecies:
- Erizo de Europa Occidental (Erinaceus europaeus europaeus)
- Erizo de Portugal (Erinaceus europaeus hispanicus)
- Erizo sardo (Erinaceus europaeus italicus)
- Erizo transcaucásico (Erinaceus europaeus transcaucasicus)
- Erizo coreano (Erinaceus europaeus koreensis)[7]

## Rastro

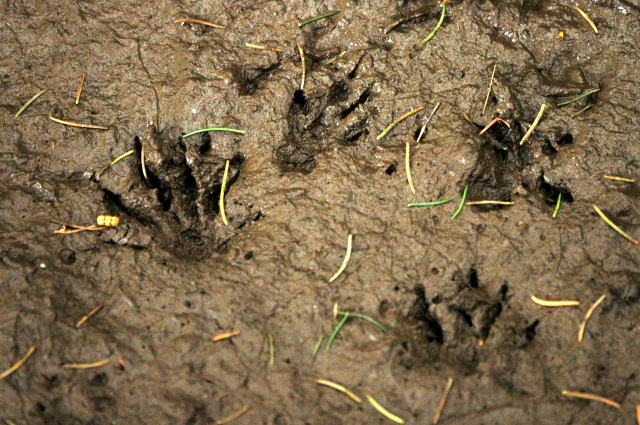
Huellas de erizo común

Las huellas del erizo común muestran más a menudo cuatro dedos, con sus uñas, que cinco, pues el pulgar no suele marcarse. Tanto las de los pies traseros como las de los delanteros son de unos 2,5 cm de longitud, aunque son bien distintas unas y otras, hasta el punto de parecer de animales diferentes.
Los excrementos se parecen a los del gato, pero presentan restos de artrópodos y trozos de concha de caracol.

## Especies semejantes
- Erizo moruno (Atelerix algirus): se puede distinguir porque la separación entre la frente y las púas de la cabeza es en forma de uve, y porque no tiene franja oscura ni en el hocico ni en la frente, además de que suele ser de un color más claro. Su distribución en Europa es mediterránea costera e insular, y, en principio, falta en el interior.

- Erizo oscuro oriental (Erinaceus concolor): fue considerado durante mucho tiempo como la misma especie que el común, y, en concreto, como una subespecie de él. En su aspecto, se distingue del común por tener más clara la zona ventral, y a veces los flancos, por tener las franjas oscuras de los lados del hocico y de la frente menos definidas y por tener un hocico algo más largo. No obstante, en algunas zonas, como por ejemplo en Poitou, puede resultar difícil distinguirlos solo por los rasgos de constitución. Podría servir de alguna ayuda prestar atención a la comunicación acústica y a la olfativa. Las dos especies son simpátridas en algunas zonas, como el Trivéneto (Véneto, Trentino-Alto Adige y Friul-Venecia Julia).

## Hábitat
El erizo común tiende a vivir en espacios abiertos cubiertos por matorrales, en terrenos cultivados, en dunas de arena, y hasta en pedregales, pero que en general no sean sitios demasiado húmedos ni demasiado fríos. Se halla en bosques perennifolios y caducifolios, y en sus lindes. Es frecuente en las inmediaciones de las poblaciones rurales, y en invierno puede acercarse a las construcciones humanas.
La extensión del territorio varía según la disponibilidad de alimento.
Puede encontrarse desde una altura al nivel del mar hasta los 2400 m s. n. m. En Córcega es raro encontrarlo por encima de los 500 m s. n. m.

## Distribución
El área de distribución de esta especie corresponde a la Región Paleártica, descontando de ella el Himalaya y el Norte de África. También se halla en islas del Mediterráneo.
Ha sido introducido en Gran Bretaña y en Irlanda.
En las Hébridas Exteriores, donde también ha sido introducido, es considerado una plaga, ya que devora los huevos de estas aves:
- Agachadiza común (Gallinago gallinago)
- Correlimos común (Calidris alpina)
- Archibebe común (Tringa totanus)

Algo similar ocurre en Nueva Zelanda, donde fue introducido accidentalmente en el siglo XIX, hibernante en balas de heno: allí es depredador de varios invertebrados endémicos, como los caracoles gigantes del género Powelliphanta y los ortópteros llamados weta.

## Comportamiento
De olfato muy desarrollado, con el que es capaz de oler el alimento enterrado a 3 cm de profundidad, el erizo común es animal sobre todo nocturno. Se piensa que este hábito no es tanto una estrategia de protección como de depredación, dado que sus presas son mucho más abundantes durante la noche. Sale al atardecer y retorna al alba; pero también tiene algo de actividad diurna en días húmedos. Los otros días, suele pasarlos en su guarida, hecha de hojarasca y otras materias vegetales, además de pelo, en la base de matorral espeso, en una cavidad, donde puede pasar durmiendo dieciocho horas. Aunque cuando sale en busca de alimento suele hacer el mismo recorrido de la noche anterior, tiene varios de estos refugios repartidos por su territorio, y cambia de uno a otro con frecuencia. Bien protegido por su armadura de púas, no teme cruzar espacios abiertos. 
En general, los individuos establecidos en zonas despejadas se desplazan más que los que viven en zonas de más vegetación. Los machos son agresivos, y tienden a considerar territorio suyo una zona mucho más grande que la que emplean para la caza. Las hembras, que se desplazan con mayor lentitud, tienen campos de acción de menor extensión.[cita requerida]
Este animal presenta comportamientos de acicalado: se arregla con las patas las púas; y con la lengua, el vientre.

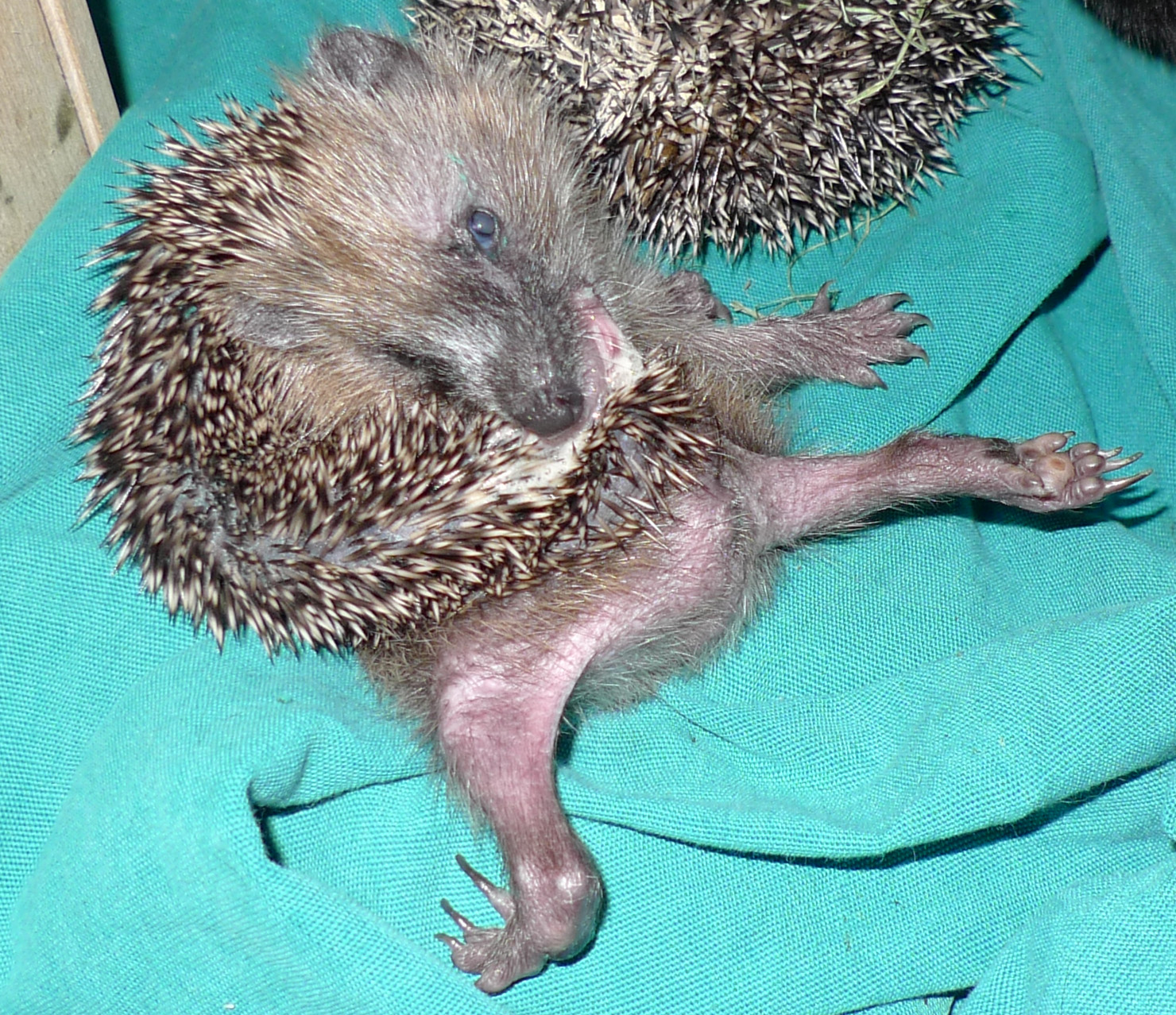
Erizo común salivándose la púas

## Alimentación
El erizo común es omnívoro. Consume grandes cantidades de alimento, en especial artrópodos, gusanos, moluscos, pequeños vertebrados (ranas, pequeños saurios, culebras, musarañas, pequeños roedores, polluelos), huevos, bayas, bellotas y castañas.

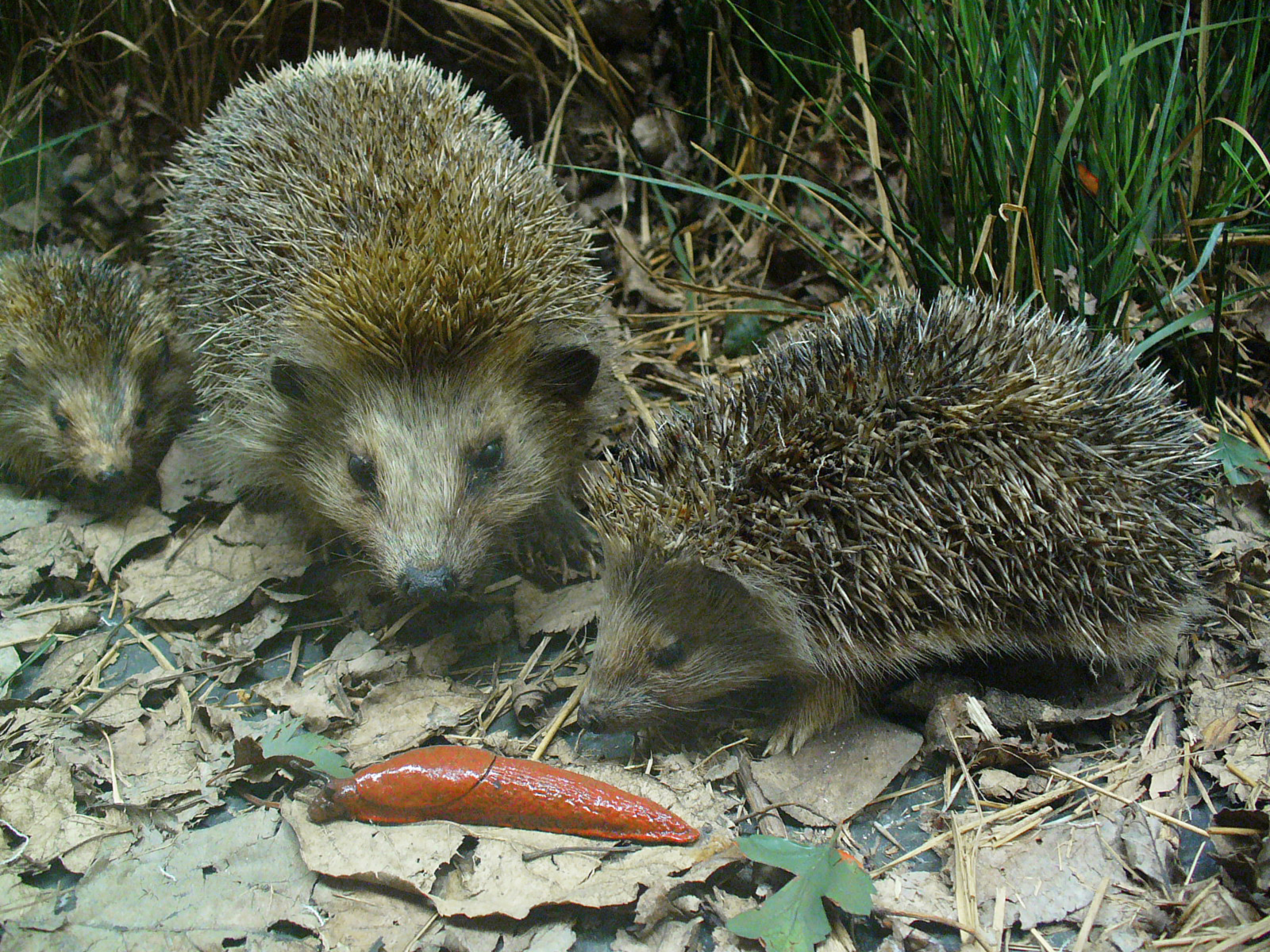
Erinaceus europaeus en el museo Museum für Naturkunde, Karlsruhe, Alemania.

Prefiere, según algunos, sobre todo, las babosas, las lombrices de tierra (Lumbricinae), entre ellas la común, los milpiés Glomeris marginata y Tachypodoiulus niger y el escarabajo de tierra (Carabidae) Carabus nemoralis. Sin embargo, Neumeier indica que las babosas no están entre sus alimentos favoritos, y que sólo representan entre un 1 y un 5 % de su dieta. Otras de las presas principales del erizo común son las tijeretas. Por su parte, Morris indica que los caracoles rara vez son presa del erizo común, ya que la dentadura de este no es muy apta para romper las conchas de aquellos. Asimismo, Lohmann indica que los huevos de gallina son demasiado grandes para que el erizo pueda cascarlos con facilidad con su dentadura, por lo que no es frecuente que los coma, y atacará más bien a los polluelos.
En su dieta pueden entrar igualmente las serpientes venenosas, a las que llegará a vencer mediante hábiles ataques, aunque no está inmunizado, como se creía en otros tiempos, contra el veneno. No es habitual que las víboras sean presa del erizo común, pero en ocasiones las atacará, y su protección consiste en que los colmillos de la víbora son más cortos que las púas del erizo.

## Reproducción
El período de apareamiento va desde abril hasta septiembre, y el de nacimientos, desde mayo hasta octubre, cuando hay mayor disponibilidad de alimento. Las hembras pueden tener varias camadas en ese tiempo, pues generalmente hay dos períodos de celo. La mayor cantidad de apareamientos se produce en mayo y en junio. La mayor cantidad de nacimientos se produce en agosto: en Europa Central, en torno al 61 %.
Para llamarse, los erizos comunes emiten unos sonidos parecidos a silbidos.
Durante el cortejo, el macho corre en círculos alrededor de la hembra durante varias horas antes de acercarse. La hembra que no está receptiva mantendrá erizadas las púas e incluso atacará al macho si se acerca demasiado. También puede verse a varios machos en tropel siguiendo a la hembra con el hocico arrimado a la cola de ella.
El pene es de tamaño reducido y, salvo en el período del acoplamiento, está pegado al vientre. Se halla a unos cinco centímetros del ano. Los testículos no son visibles externamente. Por su parte, el vestíbulo vulvar está a unos dos centímetros del ano.
El macho mordisquea las púas de la hembra. Ella, cuando esté lista, agachará el lomo y relajará las púas para que no supongan un impedimento. Sin embargo, son resbaladizas, de modo que el macho debe sujetarse con los dientes al hombro de la hembra durante la cópula, que dura entre unos treinta y unos ciento ochenta minutos.[cita requerida] Tras varias cópulas consecutivas, una y otro seguirán su camino en solitario.
| Nutrientes   | Cantidad por cada 100 g |
| ------------ | ----------------------- |
| Materia seca | 45,2 g                  |
| Energía      | 1353 kJ                 |
| Proteínas    | 16 g                    |
| Grasas       | 25,5 g                  |
| Lactosa      | 0,07 g                  |
| Calcio       | 0,41 mg                 |
| Fósforo      | 0,27 mg                 |
| Magnesio     | 0,03 mg                 |
| Sodio        | 0,09 mg                 |
| Potasio      | 0,15 mg                 |
| Hierro       | 1,79 mg                 |
| Cobre        | 0,31 mg                 |
| Zinc         | 3,02 mg                 |

Tras un mes o un mes y medio, la hembra dará a luz entre una y diez crías altriciales; por término medio, cuatro o cinco. La hembra, igual que el macho, tiene cinco pares de pezones. Si la camada nace temprano, es posible que la hembra pueda volver a quedar preñada ese mismo año.
Los recién nacidos, que miden de 6 a 9 cm y pesan entre 11 y 25 g, tienen un color rosado en la parte ventral, y grisáceo en la dorsal, donde ya tienen en torno a las ciento cincuenta púas, cubiertas aún por una membrana que, como medio de protección, está dilatada por el agua y ha servido para proteger también a la madre durante el parto. Conforme se vaya reabsorbiendo esa agua, las púas irán sobresaliendo de la piel.
La primera cubierta de púas es de color blanquecino. La segunda cubierta, que aparece treinta y seis horas más tarde en sustitución de la primera, es más oscura. A los diez días del nacimiento, una tercera capa, ya más duradera, sustituye a la segunda, y la cría ya es capaz de ensalivarse las púas de los flancos.

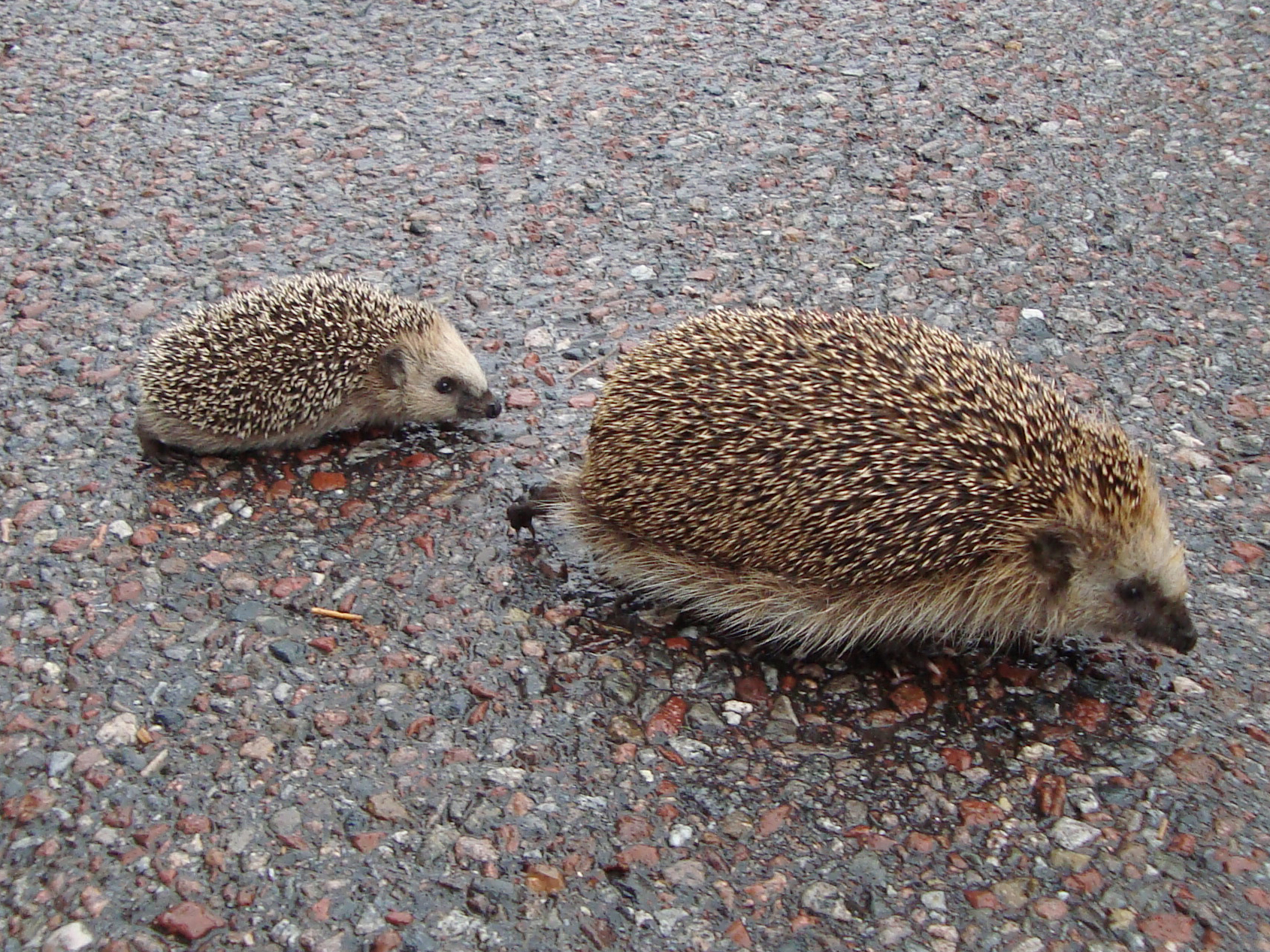
Madre con una cría en Avesta (Suecia). 26 de julio de 2010

A los once días, los pequeños erizos ya son capaces de enrollarse en una bola, y a los catorce días abren los ojos. Mamarán durante veinte días, y el destete se producirá al mes de vida, momento a partir del que ya se asemejarán por completo a los adultos y acompañarán a la madre en sus salidas.
Un mes después de la separación, la madre ya no los tratará como hijos si se los encuentra.
A los diez meses, los jóvenes erizos alcanzarán la madurez sexual.

## Mortandad y longevidad
Vive de cinco a siete años en estado salvaje, y hasta diez en cautividad. En el primer año de vida, la mortandad es del 70 %, aproximadamente.

## Letargo invernal
Pasa la estación invernal, de octubre a abril, bien protegido en alguno de sus refugios, resguardado por una capa de hojas secas y musgo. Los machos tienden a entrar en el período de letargo antes que las hembras; y los ejemplares mayores, antes que los más jóvenes. Si el animal no ha acumulado suficiente grasa, puede morir de inanición; eso les ocurre más a los ejemplares jóvenes, debido al menor tamaño, que hace que presenten más superficie de contacto con el exterior, y a lo más tardío del comienzo de la hibernación.
La temperatura corporal, que normalmente es de unos 35°C, desciende hasta unos veinte y hasta unos diez. La frecuencia cardíaca baja de ciento noventa a veinte por minuto. Para combatir la acidosis debida a las hipotermias, ha de despertar al menos una vez a la semana aproximadamente, y durante esos despertares se reduce su reserva de grasa. Dormido, consume unos 2 g de grasa cada día. Cuando tiene muy poca, ha de salir a buscar alimento.

## Depredadores

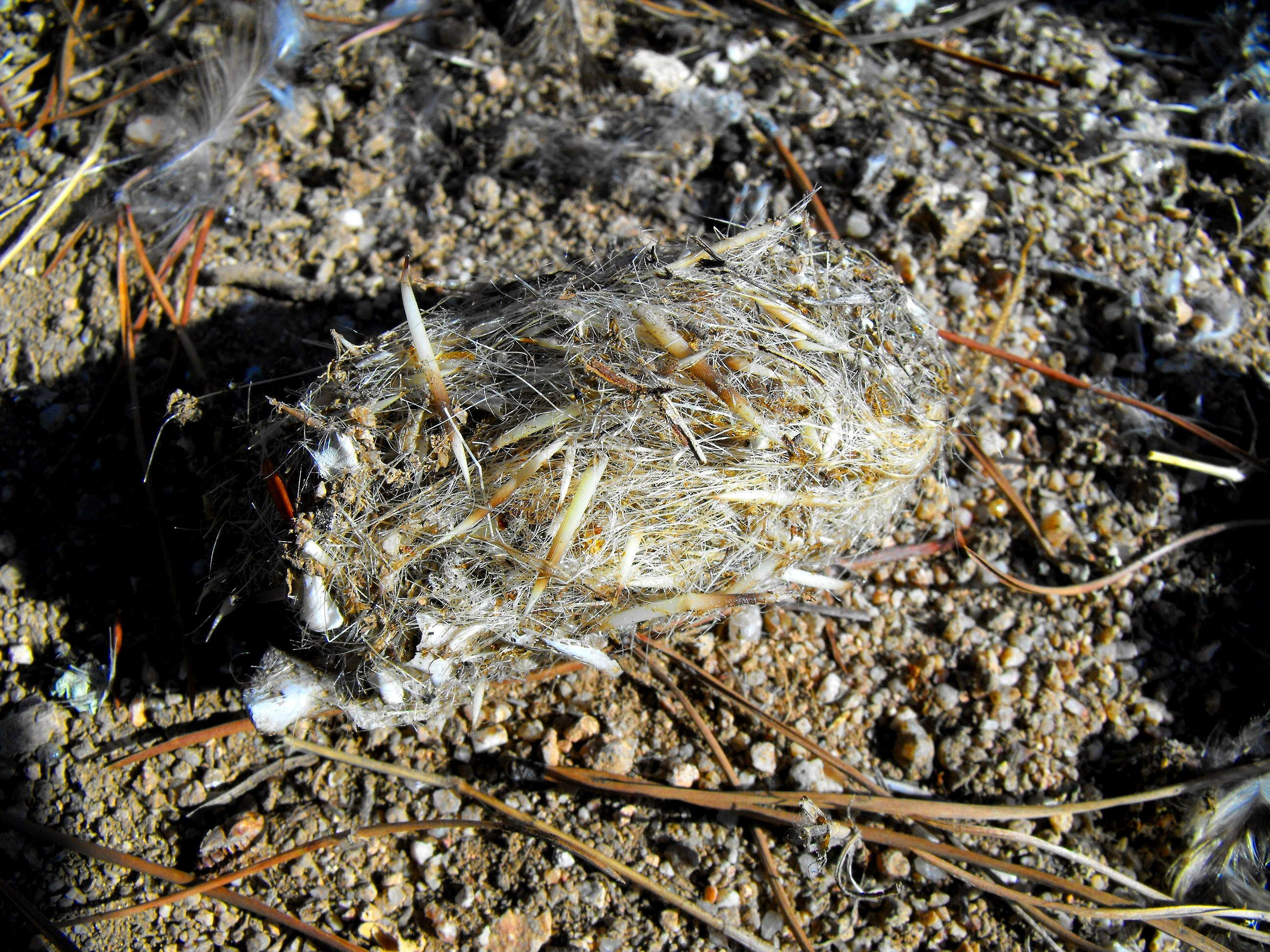
Egagrópila de búho real regurgitada tras la ingestión de un erizo

Además de ser víctima del hombre y de los perros y los gatos, el erizo común es presa habitual del zorro, el tejón, la garduña, el turón, el jabalí, las águilas, el ratonero común, el búho real, las lechuzas y el cárabo común. El zorro orina encima del erizo y lo obliga a salir de su armadura; después, le muerde en el hocico. El erizo puede ser atacado también por el cuervo y por la urraca.

## Parásitos
El erizo es víctima de ácaros, pulgas, garrapatas y parásitos intestinales y de las vías respiratorias.
Los erizos desnutridos pueden sucumbir a las infecciones provocadas por los parásitos.

## Relación con el hombre
Los parásitos del erizo pueden ser vehículo de transmisión de enfermedades a los humanos.

### Domesticación por romanos
En el siglo IV a. C., los romanos domesticaron y criaron al erizo común por su carne y por su piel.[cita requerida] La piel, al estar cubierta de púas, resultaba útil para cardar la lana, para evitar que los terneros volviesen a mamar una vez destetados y como parte de los látigos con que se fustigaba a los caballos de los carros. Por lo tupido de la cobertura de espinas, se asoció está con la salud capilar, de manera que se empleaba ceniza de erizo mezclada con resina como remedio “infalible” contra la calvicie.[cita requerida]

### Ejemplares en cautividad
Es fácil de tener en cautividad, y no es difícil conseguir que se reproduzca. En cautividad y en contacto con el hombre, acepta la comida deshidratada para perros, y se aficiona con facilidad a la de los gatos y al pescado cocido. Por gustarle también los huevos y los polluelos, el erizo común no está bien visto por los dueños de los gallineros. Sin embargo, en líneas generales, se considera útil, pues destruye gran número de insectos perjudiciales. Mucha gente lo atrae a su huerto o a su jardín para que mantenga a raya a los ratones y a los saltamontes.
Como retribución de sus servicios y para atraerlo, muchas veces se le pone un cuenco con pan y leche, pero no debe hacerse: el erizo no digiere el pan, que puede causarle oclusión intestinal; y, como les ocurre a muchos otros mamíferos, el erizo adulto no suele producir suficiente lactasa como para ser capaz de digerir la leche, al menos la de vaca, incluso aunque se trate de un erizo joven, por lo que es desaconsejable emplearla para la alimentación de los ejemplares que visiten el jardín o el huerto, ya que es muy fácil que les resulte letal, siendo además, como son, golosos. Si se ha de alimentar crías, se puede emplear leche artificial específica para cachorros de perro, tal vez mezclada con decocción de semillas de hinojo; aun así, ha de vigilarse la proporción de cada componente, y no se ha de dejar que el animal se atiborre hasta morir, cosa de la que es capaz dada su voracidad.

### Protección ambiental
En la mayor parte de los países europeos, el erizo común se halla protegido, lo que no impide que se realicen grandes masacres con el paso de los automóviles y el empleo de pesticidas y herbicidas.
Los vehículos de ruedas voltean al animal, que no tiene protección en el vientre: entre dos y tres millones de ejemplares perecen bajo las ruedas cada año. En el Reino Unido, se cuentan los hallados muertos en la carretera para llevar a cabo el censo. En Suiza, se calcula una muerte al año por cada 300 m de carretera.
Son especialmente peligrosas para la población de erizo común las bolitas de color azul que se emplean para envenenar las babosas con metaldehído.
En Europa, donde está protegido por el Anexo III del Convenio de Berna, es ilegal mantener a un erizo común como mascota. No obstante, debido a su alta eficacia como controlador de plagas, mucha gente trata de atraerlo con comida a sus jardines para que controle la población de insectos, costumbre que se fomenta en Dinamarca, donde además se permite recoger y dar abrigo en invierno a los ejemplares que no hayan acumulado suficiente grasa para la hibernación en el ámbito silvestre. Se aconseja devolverlos a la naturaleza justo después del letargo, igual que en el caso de los criados en casa, ya que resultará menos difícil su integración en el medio al haber perdido durante el letargo los hábitos adquiridos en contacto con el hombre.
En el Reino Unido, el erizo común se incluye en la lista de las especies y los hábitats que han de gozar del más alto grado de protección. En Alemania, fue declarado «animal del año 2009» por la organización Schutzgemeinschaft Deutsches Wild. El erizo común es el emblema de la localidad de Rojan (Hérault).